# Счастливое (Одесская область)
Счастливое (укр. Щасливе; до 2024 года — Перше Травня) — село, относится к Раздельнянскому району Одесской области Украины.
Население по переписи 2001 года составляло 57 человек. Почтовый индекс — 66721. Телефонный код — 4860. Занимает площадь 0,41 км². Код КОАТУУ — 5125283205.

## Местный совет
66721, Одесская обл., Раздельнянский р-н, с. Новозарицкое.